# Phylloblastia excavata
Phylloblastia excavata är en svampart som beskrevs av P. M. McCarthy. Phylloblastia excavata ingår i släktet Phylloblastia och familjen Verrucariaceae.   Inga underarter finns listade i Catalogue of Life.